# Fortaleza de Asen
La fortaleza de Asen (en búlgaro: Асенова крепост, romanizado: Asenova krepost) es una fortaleza medieval en los montes Ródope búlgaros a 2-3 km al sur de la ciudad de Asenovgrad, en una loma rocosa en la orilla izquierda del río Asenitsa. Es uno de los 100 sitios turísticos nacionales.
Los primeros hallazgos arqueológicos datan desde la época de los tracios, el área de la fortaleza también fue habitada durante la época romana e inicios de la bizantina. La fortaleza adquirió importancia en la Edad Media, mencionado por primera vez en el estatuto del Monasterio de Bachkovo como Petrich (Петрич) en el siglo xi. La fortaleza fue conquistada por los ejércitos de la tercera cruzada.
Fue considerablemente renovada en el siglo xiii (más precisamente 1231) durante el gobierno del zar búlgaro Iván Asen II para servir como una fortificación fronteriza contra las incursiones latinas, como lo evidencia una inscripción de ocho líneas en uno de sus muros. Los cimientos de los muros fortificados (el exterior de 2.9 m de espesor y preserva una altura de hasta 3 m, originalmente 9-12 m de altura), un castillo feudal, 30 habitaciones y 3 depósitos de agua han sido excavados de este periodo.
La mejor preservada y más notable característica de la fortaleza de Asen es la Iglesia de la Santa Virgen de Petrich del siglo xii-xiii. Es un edificio de dos plantas, una sola nave con cúpula de cruz con un atrio ancho y una torre grande de forma rectangular, y cuenta con pinturas murales del siglo xiv. La conservación y parcial restauración de trabajos en la iglesia fueron terminados en 1991 (toda la fortaleza quedó en decadencia tras la conquista otomana en el siglo xiv y sólo la iglesia permaneció en pie con su aspecto original ya que fue utilizado por los cristianos locales) y ahora está en uso regular como una Iglesia ortodoxa búlgara.
Tomado por los bizantinos después de la muerte de Iván Asen II, la fortaleza cayó una vez más en manos búlgaras durante la época de Iván Alejandro en 1344 solamente para ser conquistada y destruida por los otomanos durante dominio sobre Bulgaria.
La ciudad de Asenovgrad tomó su nombre actual de la fortaleza, siendo anteriormente llamado Stanimaka.

## Galería

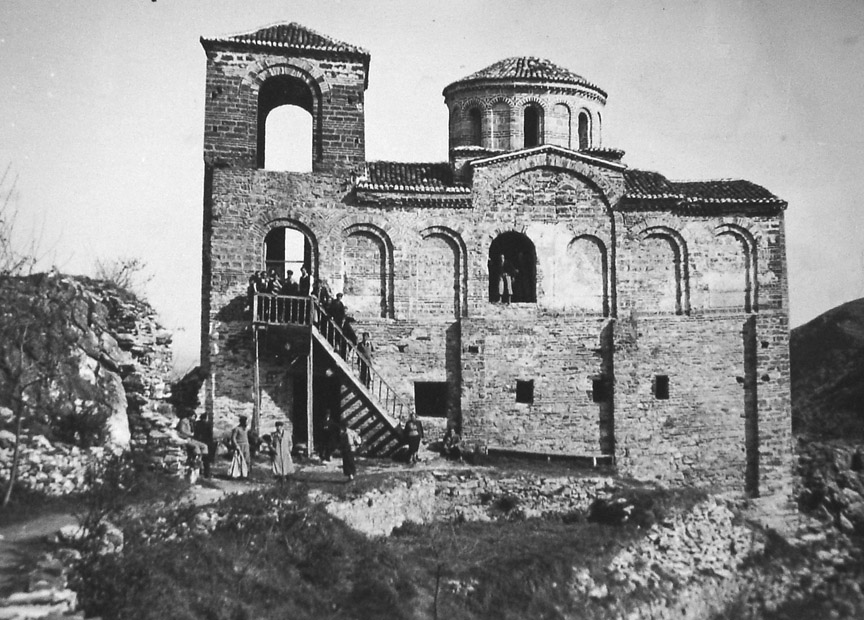
Asenova krepost a comienzos del siglo XX.
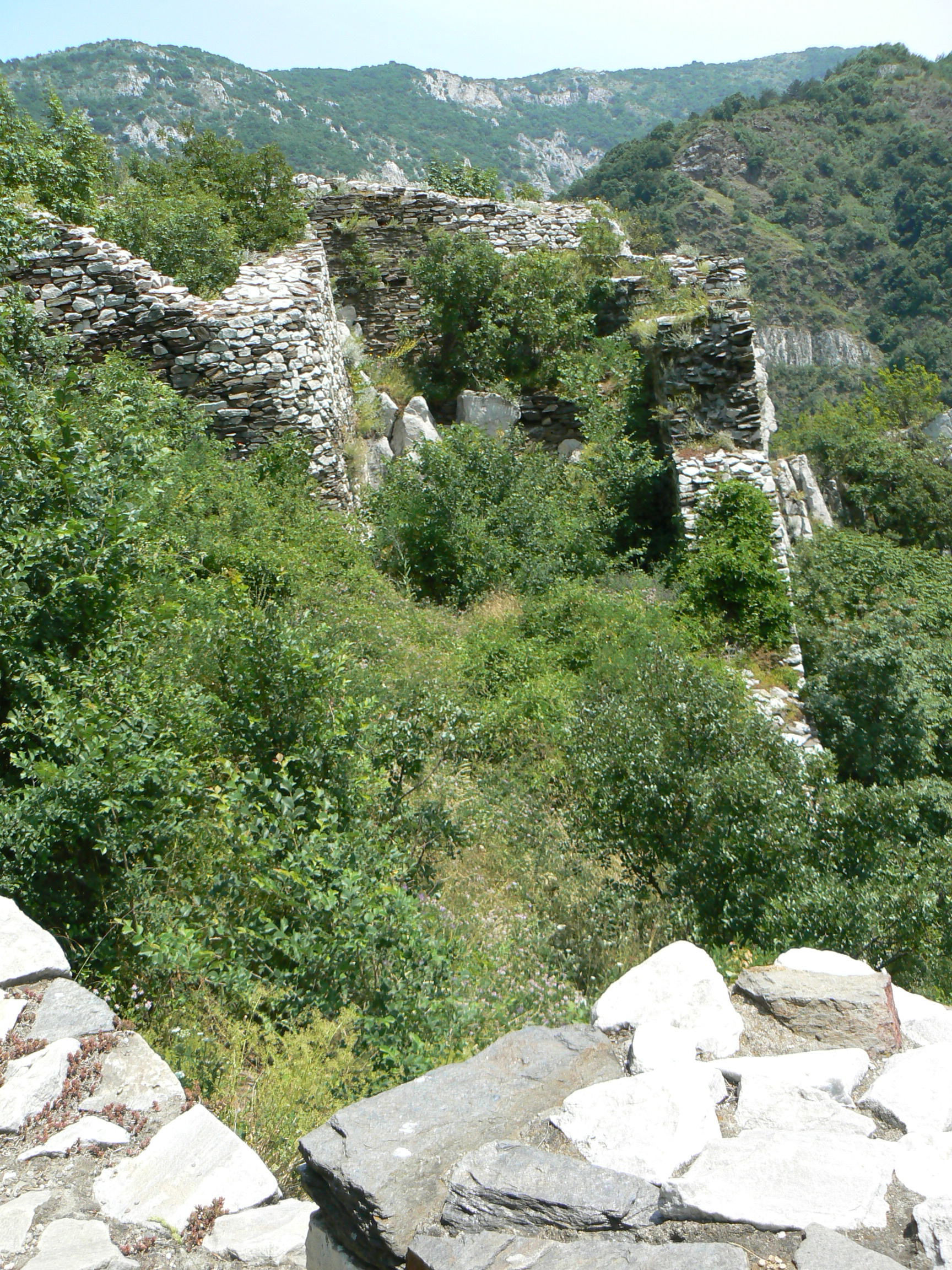
Parte de los muros.
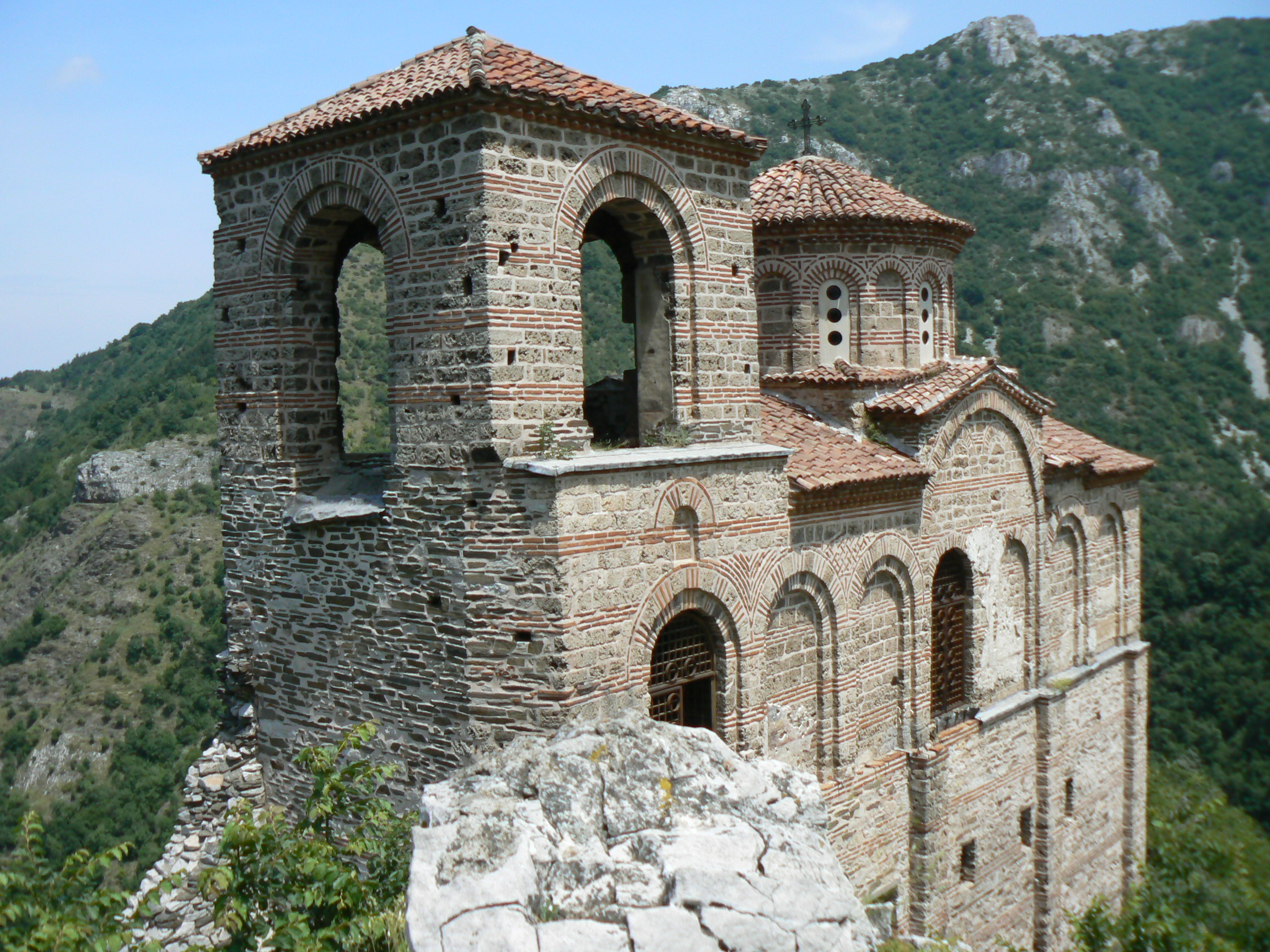
Vista de la iglesia.
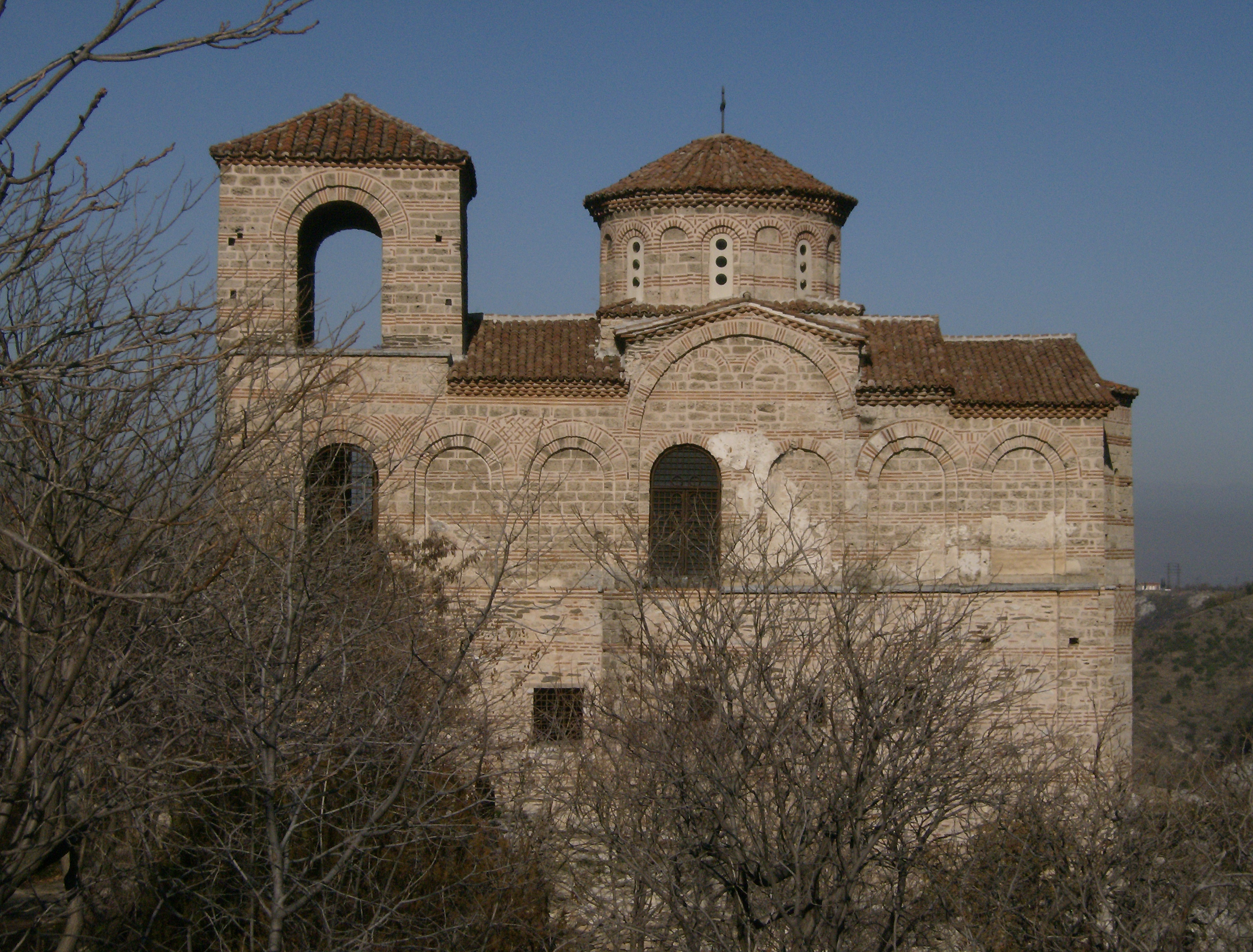
Vista de la iglesia.
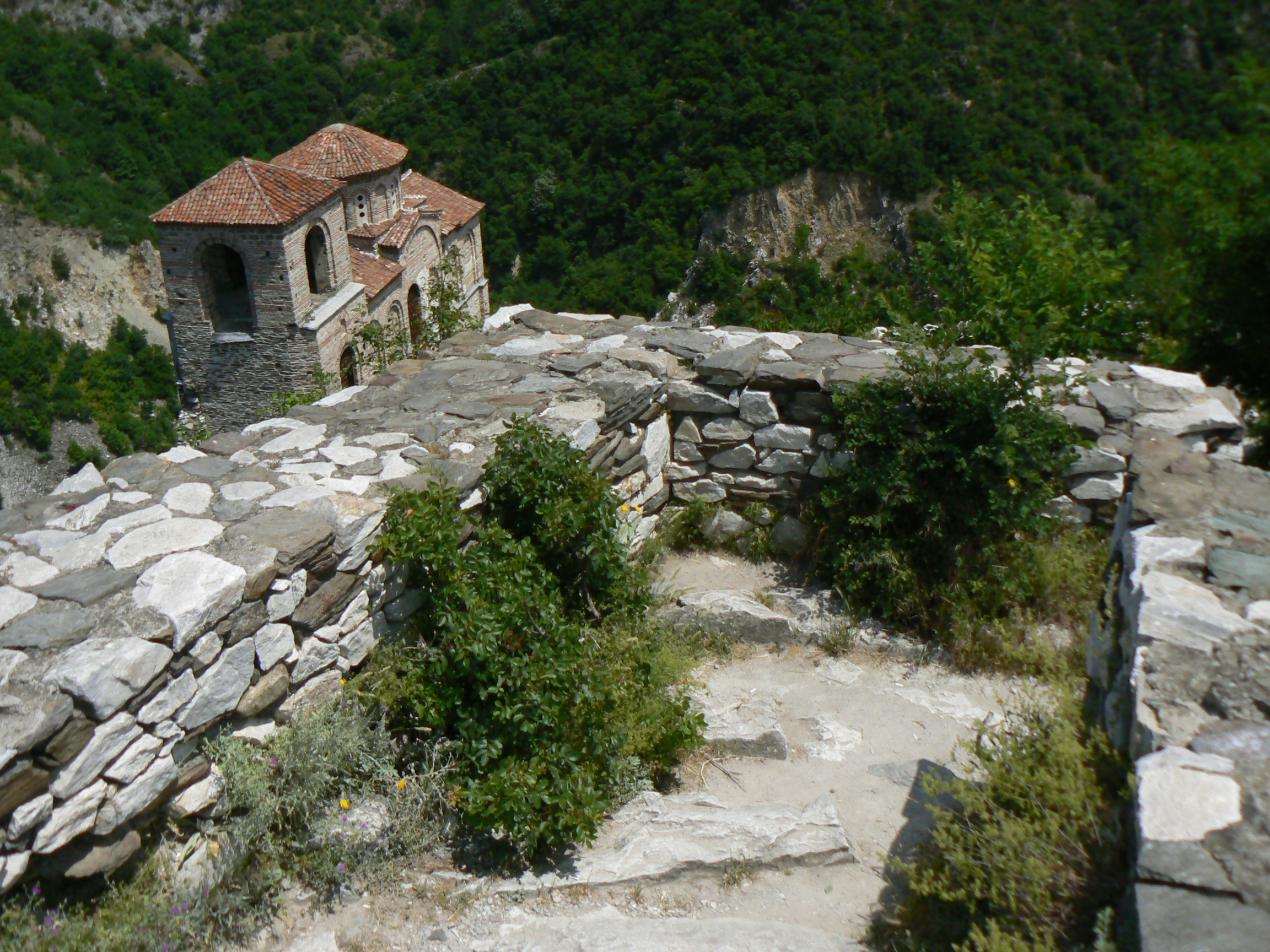
Ruinas de la torre de la iglesia.
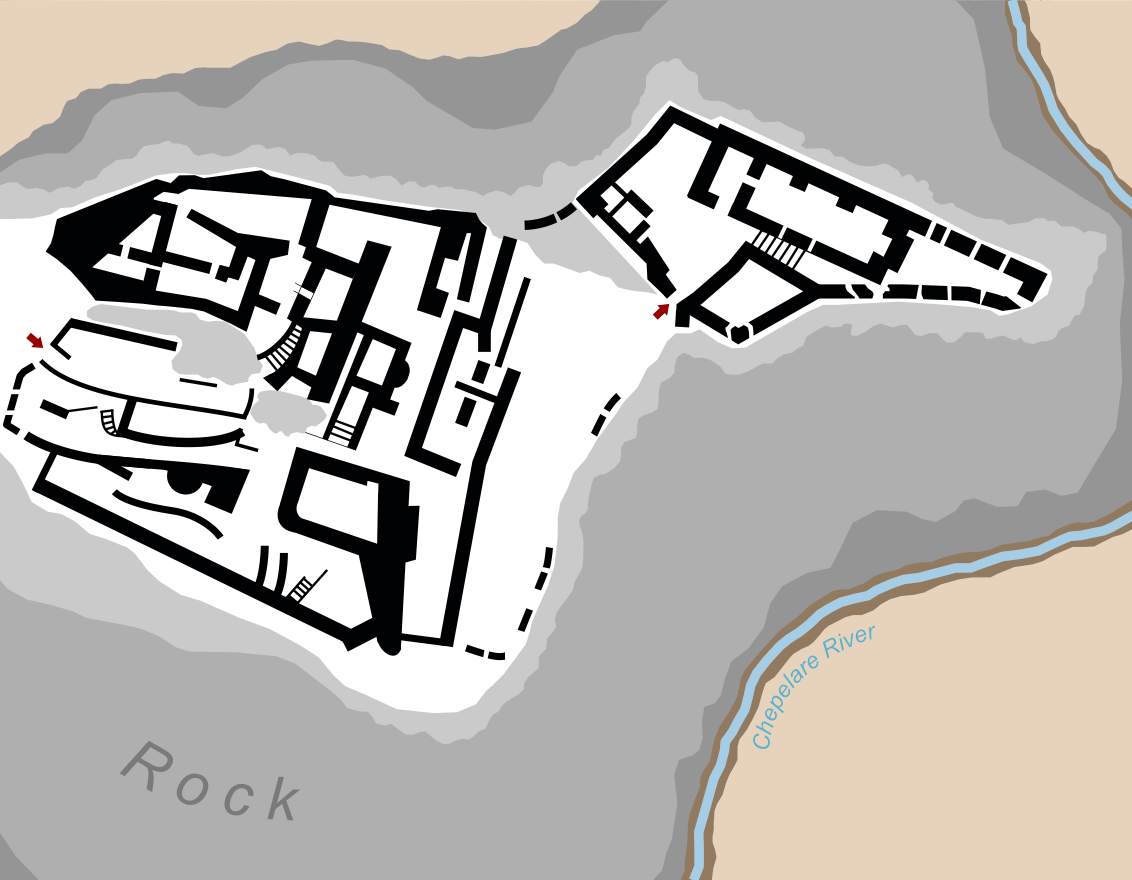
Mapa de la fortaleza.